# Rekonstruktionsprojekt Tuilerien

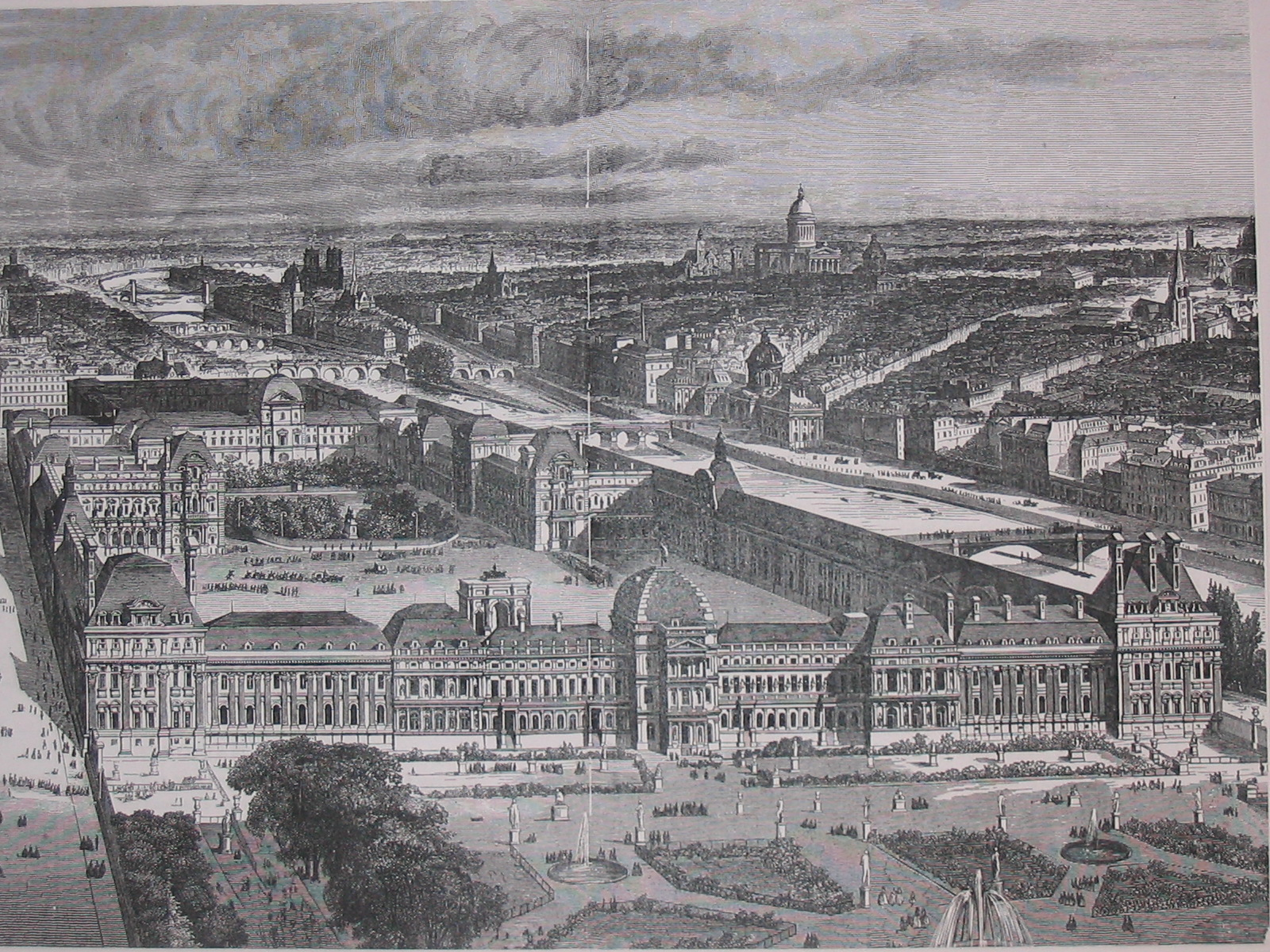
Der Tuilerienpalast als Teil des baulichen Ensembles des Louvre (um 1857)

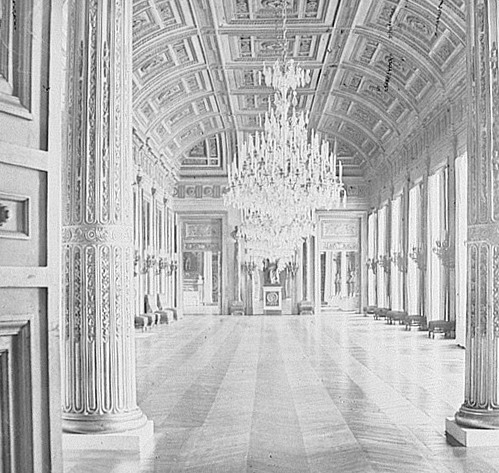
Die Galerie de la Paix

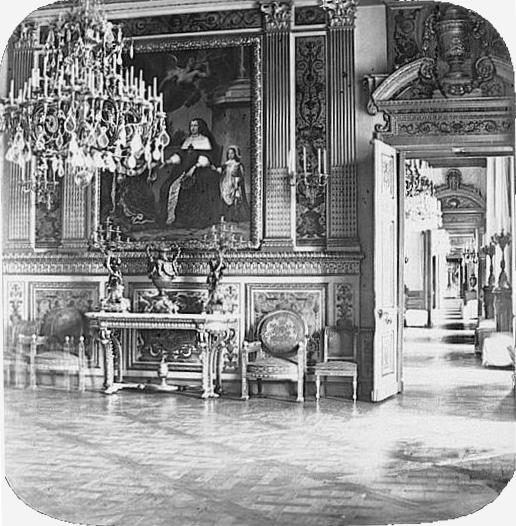
Salon Louis XIV.

Das Rekonstruktionprojekt Tuilerien (im Original französisch le projet de reconstruction des Tuileries) ist ein von der Pariser Académie du Second Empire betriebenes Projekt, das 1871 abgebrannte und 1883 abgerissene Palais des Tuileries wiederaufzubauen.

## Geschichte
Der 1564 errichtete Palast, in dem zuletzt Napoleon III. residierte, wurde während der Pariser Kommune ein Opfer der Flammen. Jules Ferry, der Kulturminister der französischen Dritten Republik, hatte zunächst versprochen, das ausgebrannte Gebäude als Museum wieder aufzubauen, ließ es dann aber doch abreißen. 
Seit 2002 agitiert ein „Comité national pour la reconstruction des Tuileries“ für die Wiederherstellung des Palastes und sammelt Spenden. Die geschätzten Kosten betragen 350 Millionen Euro. Eine ministerielle Kommission unter  Leitung von Maurice Druon hat zu dem Vorhaben im Februar 2007 einen positiven Bericht abgegeben. Ieoh Ming Pei  unterstützte das Vorhaben im Hinblick auf die dann wieder gegebene Geschlossenheit des Palastkomplexes. Zu den Befürwortern zählen auch der Champagnerfabrikant Jean Taittinger, der frühere Präsident der Nationalversammlung Philippe Séguin und Michel Carmona, Direktor des Instituts für Städtebau an der Sorbonne. Das Vorhaben mobilisiert aber auch viele Gegenstimmen und wird unter anderem als schwache Imitation (Pastiche) kritisiert. Zudem würde von manchen die Behinderung der jetzt offenen Perspektive in Richtung Arc de Triomphe bedauert. Am 19. Januar 2009 wandte sich der französische Kunsthistorikerverband in einer einstimmig verabschiedeten  Resolution gegen das Rekonstruktionsprojekt.
Ein wesentlicher Faktor für das offizielle Wohlwollen gegenüber dem Projekt dürfte darin liegen, dass das wertvolle innerstädtische Terrain der Tuilerien unverbaut geblieben ist und Raum für eine weitere Vergrößerung des Louvre bieten könnte.
Mehrere Lichtbilder existieren, die das Innere des Palastes zeigen.